# Match des étoiles de la Ligue majeure de baseball 2011
Le match des étoiles de la Ligue majeure de baseball 2011 (2011 MLB All-Star Game) est la 82e édition de cette opposition entre les meilleurs joueurs de la Ligue américaine et de la Ligue nationale, les deux composantes de la MLB.
Le match est joué le 12 juillet 2011 au Chase Field, antre des Diamondbacks de l'Arizona, et se termine par une deuxième victoire en deux ans des étoiles de la Ligue nationale, 5-1 sur les étoiles de la Ligue américaine. Prince Fielder des Brewers de Milwaukee est nommé joueur par excellence de la partie.
L'enjeu du match est l'avantage du terrain pour la Série mondiale 2011, qui va au représentant de la ligue gagnante de la partie d'étoiles.

## Appels au boycott
Au printemps 2010, plusieurs voix s'élèvent pour demander le transfert du match des étoiles de 2011 alors que l'État d'Arizona est l'objet d'une controverse à l'échelle nationale au sujet de son projet de loi Arizona SB 1070 sur l'immigration clandestine. Le projet de loi est annoncé alors que la ville de Phoenix avait déjà été annoncée comme hôtesse du match d'étoiles du baseball majeur.
Des manifestations ont lieu devant le Angel Stadium d'Anaheim, où se tient le match des étoiles 2010. Plusieurs joueurs de baseball d'origine hispanique, tels Yovani Gallardo, Joakim Soria, José Valverde et Adrian Gonzalez indiquent qu'ils boycotteront le match des étoiles à Chase Field s'ils y sont invités. Le manager des White Sox de Chicago, Ozzie Guillen, exprime son désaccord avec la loi sur l'immigration et annonce son intention de boycotter le match.
L'Association des joueurs de la Ligue majeure de baseball (MLBPA) émet quant à elle un communiqué dénonçant le projet de loi et demandant qu'il soit rejeté ou modifié.
Le commissaire du baseball, Bud Selig, ignore ces appels et n'a pas l'intention de déplacer vers un autre État la classique de mi-saison de 2011.
Les appels au boycott s'atténuent au fil des mois lorsque certaines dispositions de cette loi sont bloquées par un juge fédéral américain, notamment celle très controversée qui aurait autorisé les policiers à arrêter sans mandat un individu suspecté d'être immigrant illégal. Certains groupes encouragent plutôt les spectateurs à porter un ruban blanc pour signaler leur opposition à Arizona SB 1070. Cependant, de nouveaux appels au boycott se font entendre à quelques jours du match. Le jour du match, quelques manifestants sont présents aux abords du Chase Field pour dénoncer le projet de loi toujours en suspens.

## Effectifs

### Ligue nationale
- Manager : Bruce Bochy des Giants de San Francisco, champions du monde en 2010.
- Adjoints : Kirk Gibson des Diamondbacks de l'Arizona et Mike Quade des Cubs de Chicago[10].
- Instructeurs : Ron Wotus (banc), Dave Righetti (des lanceurs), Hensley Meulens (des frappeurs), Mark Gardner (enclos de relève), Roberto Kelly (premier but) et Tim Flannery (troisième but), tous des Giants de San Francisco.

| Alignement partant | Alignement partant | Alignement partant       | Alignement partant |
| Position           | Joueur             | Équipe                   | Sélections         |
| ------------------ | ------------------ | ------------------------ | ------------------ |
| Receveur           | Brian McCann       | Braves d'Atlanta         | 6                  |
| Premier but        | Prince Fielder     | Brewers de Milwaukee     | 3                  |
| Deuxième but       | Rickie Weeks       | Brewers de Milwaukee     | 1                  |
| Troisième but      | Plácido Polanco    | Phillies de Philadelphie | 2                  |
| Arrêt court        | José Reyes         | Mets de New York         | 5                  |
| Champ extérieur    | Ryan Braun         | Brewers de Milwaukee     | 4                  |
| Champ extérieur    | Lance Berkman      | Cardinals de Saint-Louis | 6                  |
| Champ extérieur    | Matt Kemp          | Dodgers de Los Angeles   | 1                  |

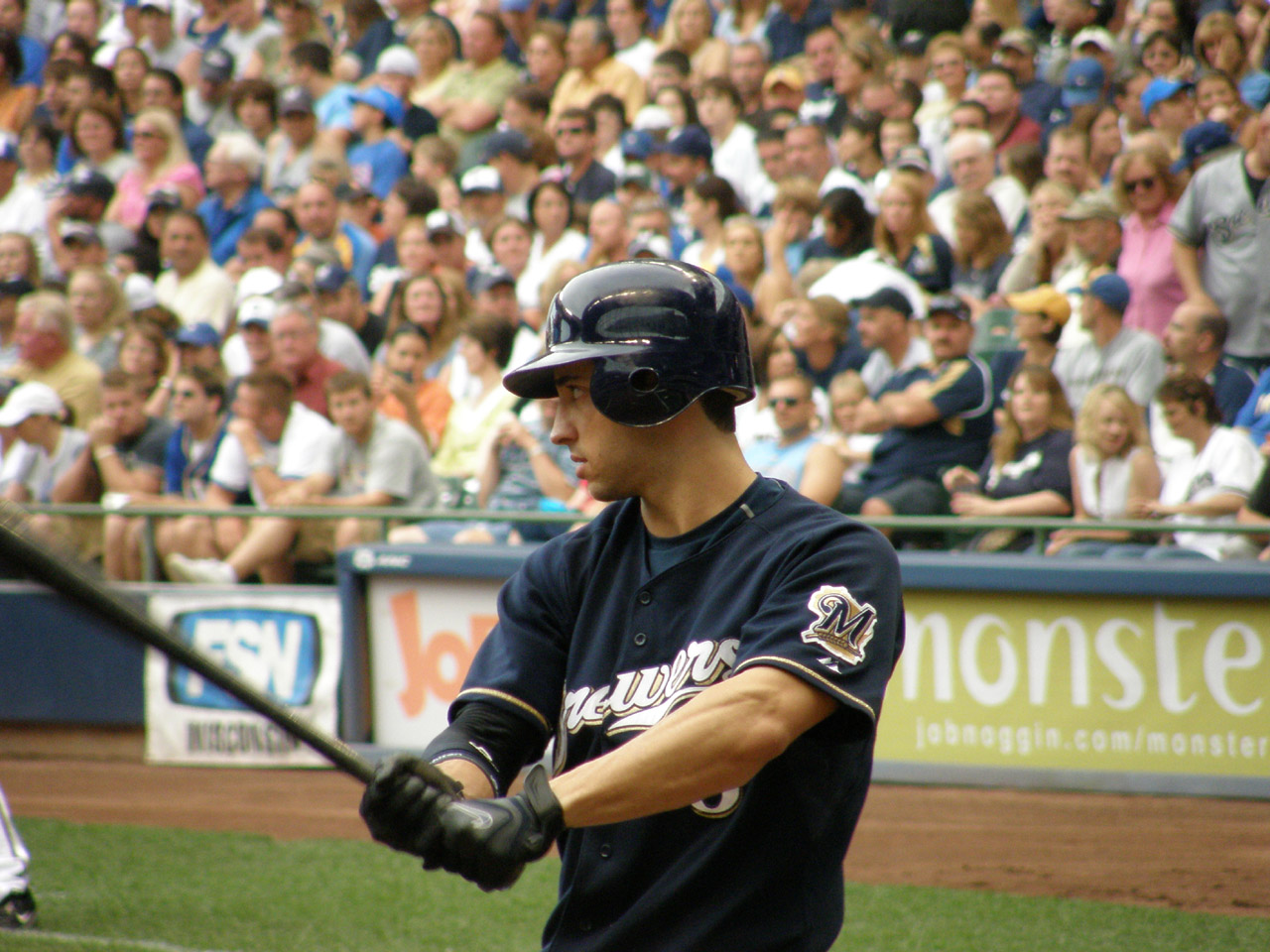
Ryan Braun reçoit un nombre record de votes du public pour un joueur de la Ligue nationale.

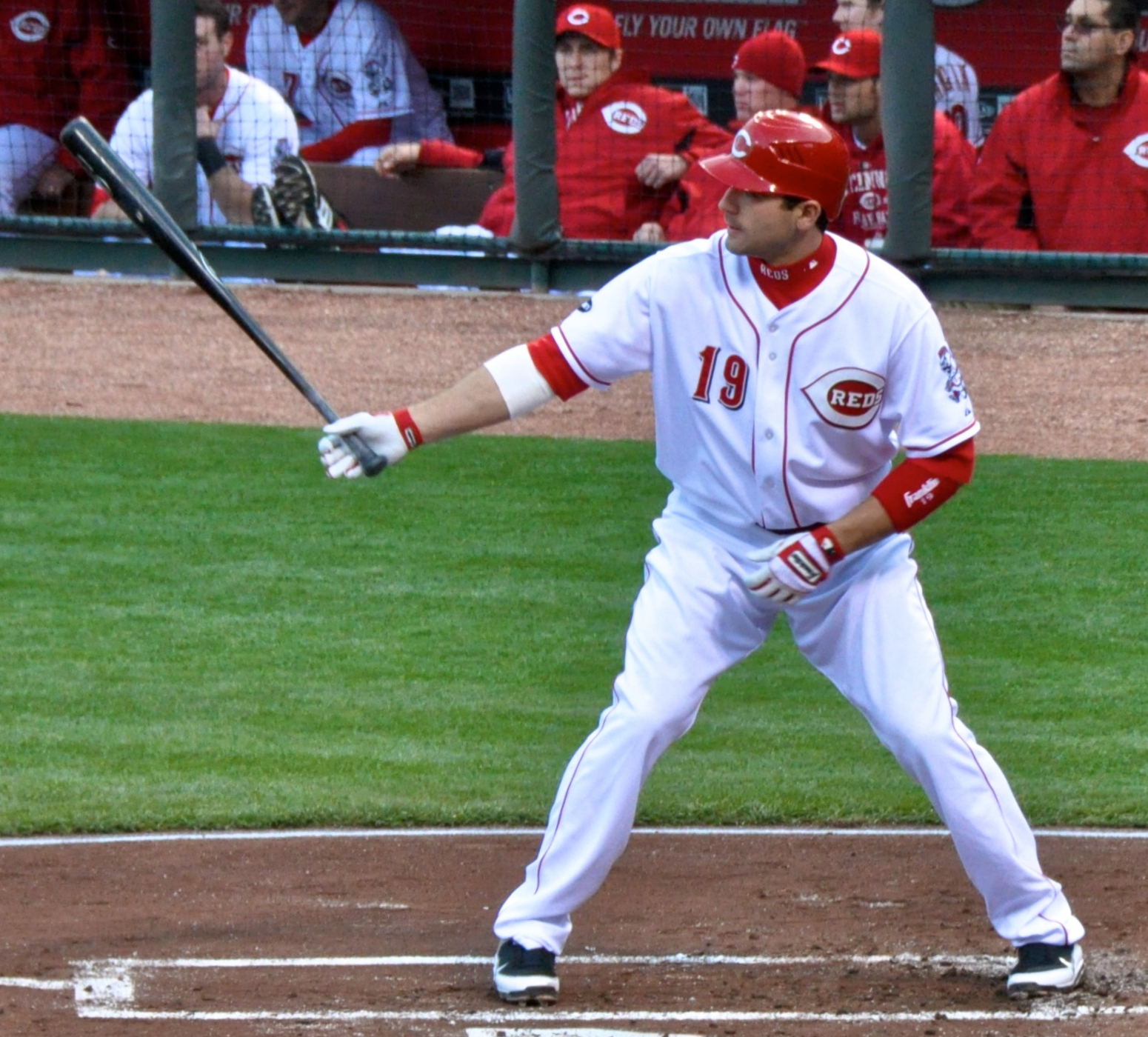
Joey Votto, joueur par excellence de la saison 2010.

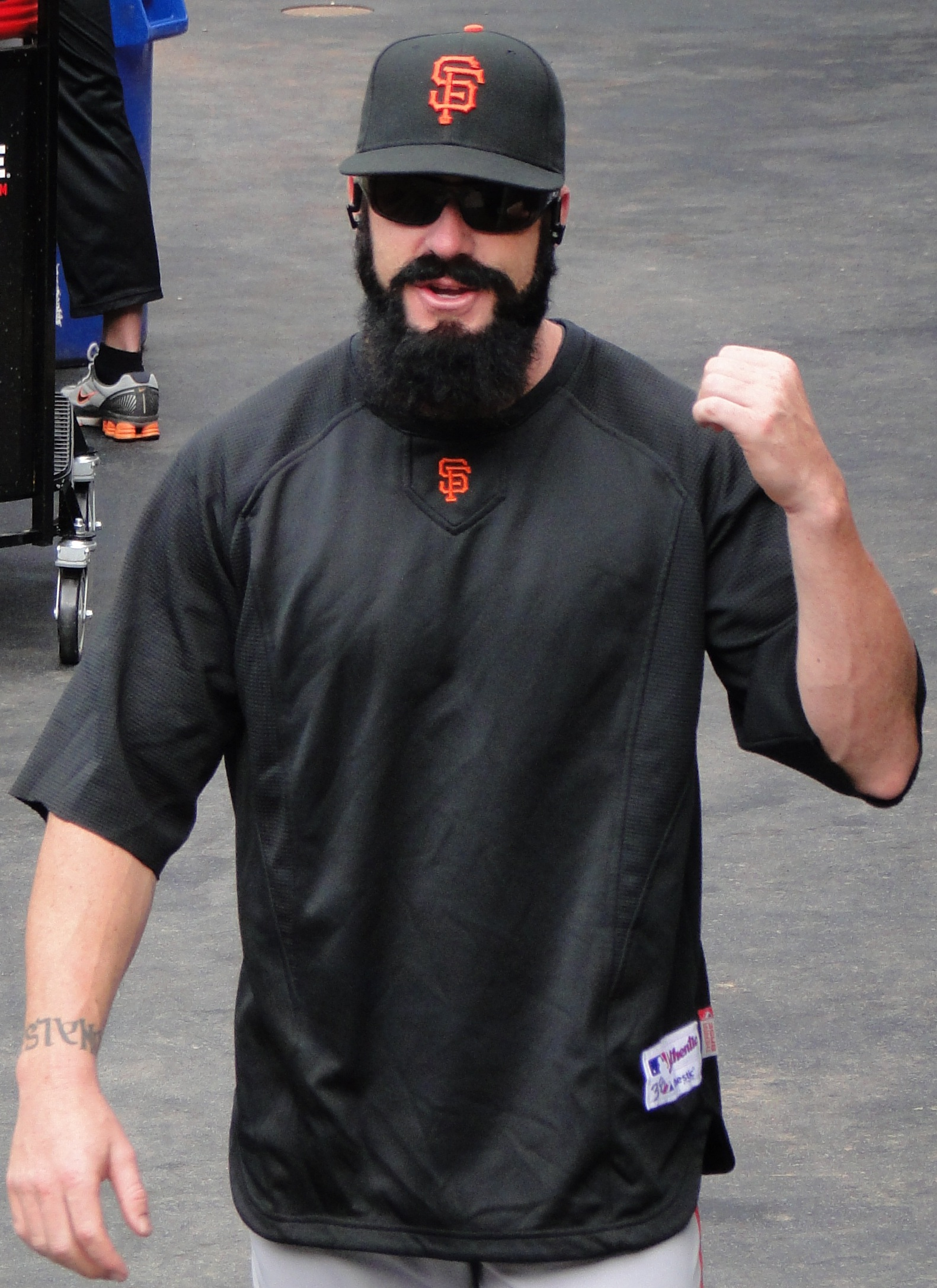
Le lanceur Brian Wilson reçoit sa troisième sélection et protège la victoire de la Ligue nationale.

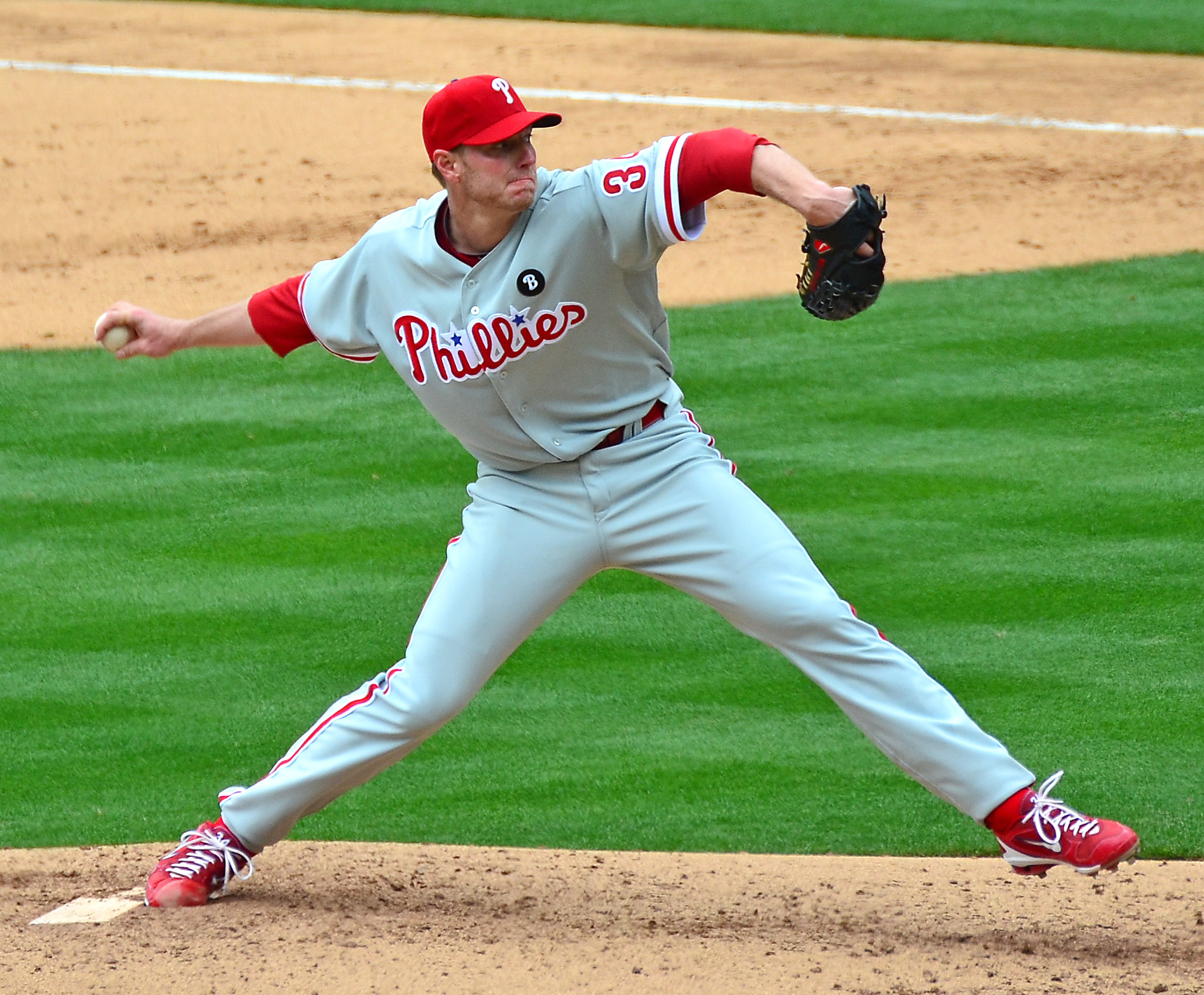
Lanceur partant des étoiles de la Ligue américaine en 2009, Roy Halladay est le partant de la Nationale en 2011.

- Plácido Polanco, blessé, est remplacé par Scott Rolen dans la formation partante[11].
- José Reyes, blessé, est remplacé par Troy Tulowitzki dans la formation partante[11].
- Ryan Braun, blessé, est remplacé par Matt Holliday dans la formation partante.
- Carlos Beltrán commence le match d'étoiles comme frappeur désigné de la Ligue nationale[11].

| Remplaçants     | Remplaçants       | Remplaçants               | Remplaçants |
| Position        | Joueur            | Équipe                    | Sélections  |
| --------------- | ----------------- | ------------------------- | ----------- |
| Receveur        | Yadier Molina     | Cardinals de Saint-Louis  | 3           |
| Receveur        | Miguel Montero*   | Diamondbacks de l'Arizona | 1           |
| Premier but     | Gaby Sanchez      | Marlins de la Floride     | 1           |
| Premier but     | Joey Votto        | Reds de Cincinnati        | 2           |
| Deuxième but    | Brandon Phillips  | Reds de Cincinnati        | 2           |
| Troisième but   | Chipper Jones*    | Braves d'Atlanta          | 7           |
| Troisième but   | Scott Rolen*      | Reds de Cincinnati        | 7           |
| Troisième but   | Pablo Sandoval*   | Giants de San Francisco   | 1           |
| Arrêt-court     | Starlin Castro    | Cubs de Chicago           | 1           |
| Arrêt-court     | Troy Tulowitzki   | Rockies du Colorado       | 2           |
| Champ extérieur | Andre Ethier*     | Dodgers de Los Angeles    | 2           |
| Champ extérieur | Carlos Beltrán    | Mets de New York          | 6           |
| Champ extérieur | Jay Bruce         | Reds de Cincinnati        | 1           |
| Champ extérieur | Matt Holliday     | Cardinals de Saint-Louis  | 5           |
| Champ extérieur | Andrew McCutchen* | Pirates de Pittsburgh     | 1           |
| Champ extérieur | Hunter Pence      | Astros de Houston         | 2           |
| Champ extérieur | Justin Upton      | Diamondbacks de l'Arizona | 2           |
| Champ extérieur | Shane Victorino*  | Phillies de Philadelphie  | 2           |

- Miguel Montero remplace Plácido Polanco, blessé[12].
- Scott Rolen remplace Chipper Jones, blessé[13].
- Andre Ethier remplace Shane Victorino, blessé.
- Andrew McCutchen remplace Ryan Braun, blessé[14].
- Pablo Sandoval remplace José Reyes, blessé[15].

| Lanceurs        | Lanceurs                 | Lanceurs   | Lanceurs |
| Joueur          | Équipe                   | Sélections |          |
| --------------- | ------------------------ | ---------- | -------- |
| Heath Bell      | Padres de San Diego      | 3          |          |
| Matt Cain*      | Giants de San Francisco  | 2          |          |
| Tyler Clippard  | Nationals de Washington  | 1          |          |
| Kevin Correia*  | Pirates de Pittsburgh    | 1          |          |
| Roy Halladay    | Phillies de Philadelphie | 8          |          |
| Cole Hamels*    | Phillies de Philadelphie | 2          |          |
| Joel Hanrahan   | Pirates de Pittsburgh    | 1          |          |
| Jair Jurrjens   | Braves d'Atlanta         | 1          |          |
| Clayton Kershaw | Dodgers de Los Angeles   | 1          |          |
| Craig Kimbrel*  | Braves d'Atlanta         | 1          |          |
| Cliff Lee       | Phillies de Philadelphie | 3          |          |
| Tim Lincecum    | Giants de San Francisco  | 4          |          |
| Jonny Venters   | Braves d'Atlanta         | 1          |          |
| Ryan Vogelsong  | Giants de San Francisco  | 1          |          |
| Brian Wilson    | Giants de San Francisco  | 3          |          |

- Kevin Correia remplace Cole Hamels, non disponible pour lancer[16].
- Craig Kimbrel remplace Matt Cain, non disponible pour lancer[17].

### Ligue américaine
- Manager : Ron Washington des Rangers du Texas, champions de la Ligue américaine en 2010.
- Adjoints : Manny Acta des Indians de Cleveland et John Farrell des Blue Jays de Toronto[18]
- Instructeurs : Jackie Moore (banc), Mike Maddux (des lanceurs), Thad Bosley (frappeurs), Andy Hawkins (enclos de relève), Gary Pettis (premier but) et Dave Anderson (troisième but), tous des Rangers du Texas.

| Alignement partant | Alignement partant | Alignement partant   | Alignement partant |
| Position           | Joueur             | Équipe               | Sélections         |
| ------------------ | ------------------ | -------------------- | ------------------ |
| Receveur           | Alex Avila         | Tigers de Detroit    | 1                  |
| Premier but        | Adrian Gonzalez    | Red Sox de Boston    | 4                  |
| Deuxième but       | Robinson Canó      | Yankees de New York  | 3                  |
| Troisième but      | Alex Rodriguez*    | Yankees de New York  | 14                 |
| Arrêt court        | Derek Jeter*       | Yankees de New York  | 12                 |
| Champ extérieur    | José Bautista      | Blue Jays de Toronto | 2                  |
| Champ extérieur    | Curtis Granderson  | Yankees de New York  | 2                  |
| Champ extérieur    | Josh Hamilton      | Rangers du Texas     | 4                  |
| Frappeur désigné   | David Ortiz        | Red Sox de Boston    | 7                  |

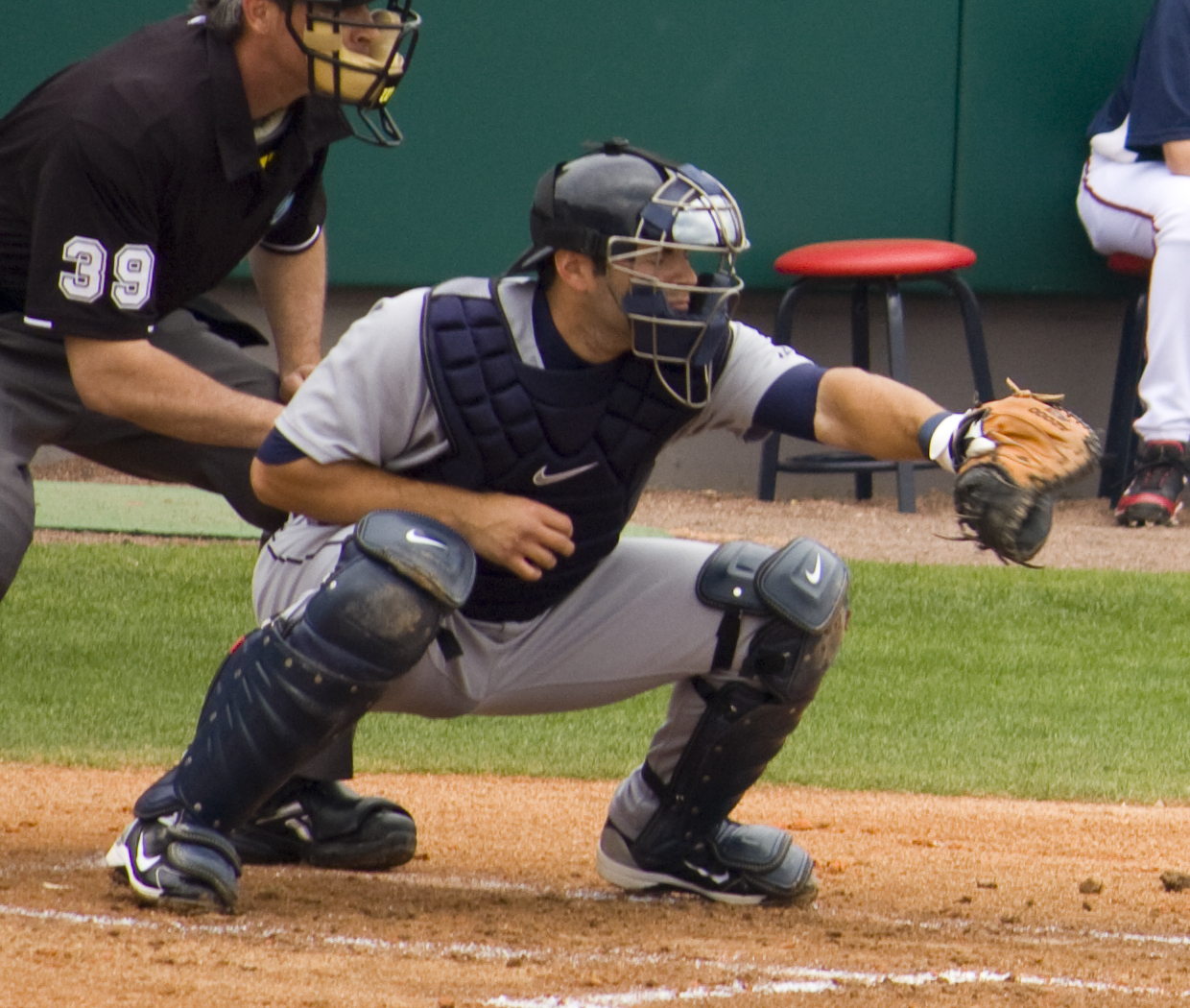
Alex Avila, élu par le vote populaire.

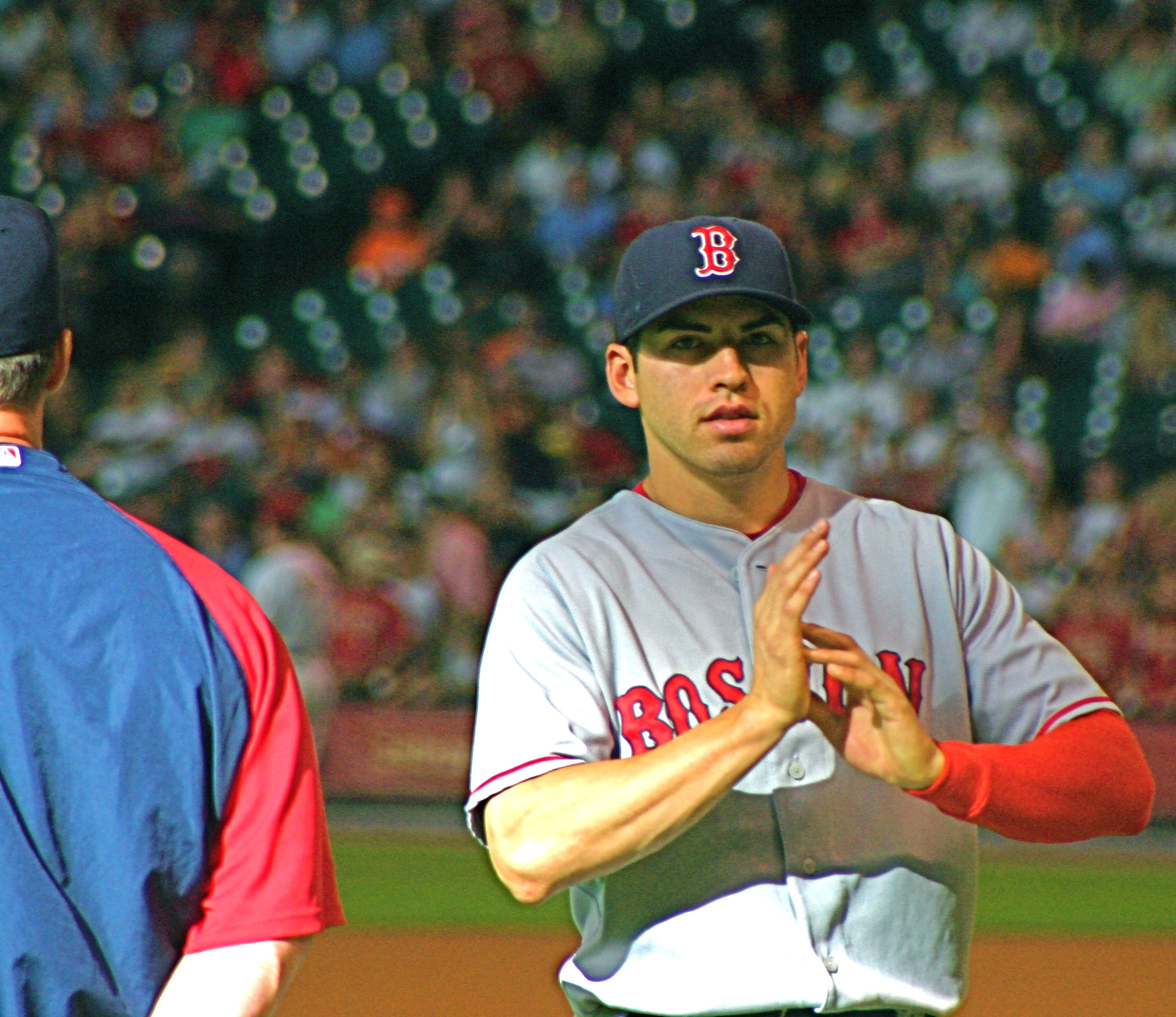
Jacoby Ellsbury honore sa première sélection.

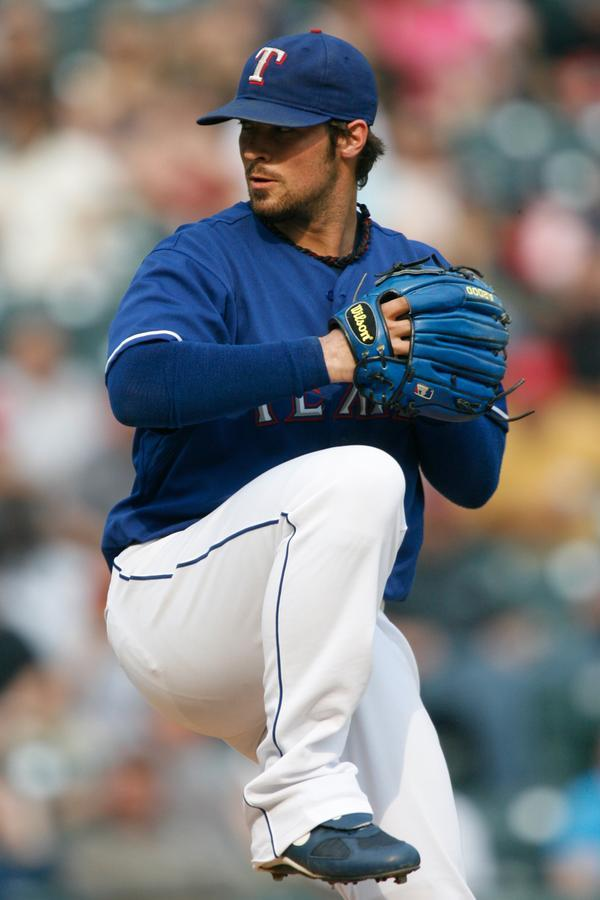
C. J. Wilson, invité pour la première fois.

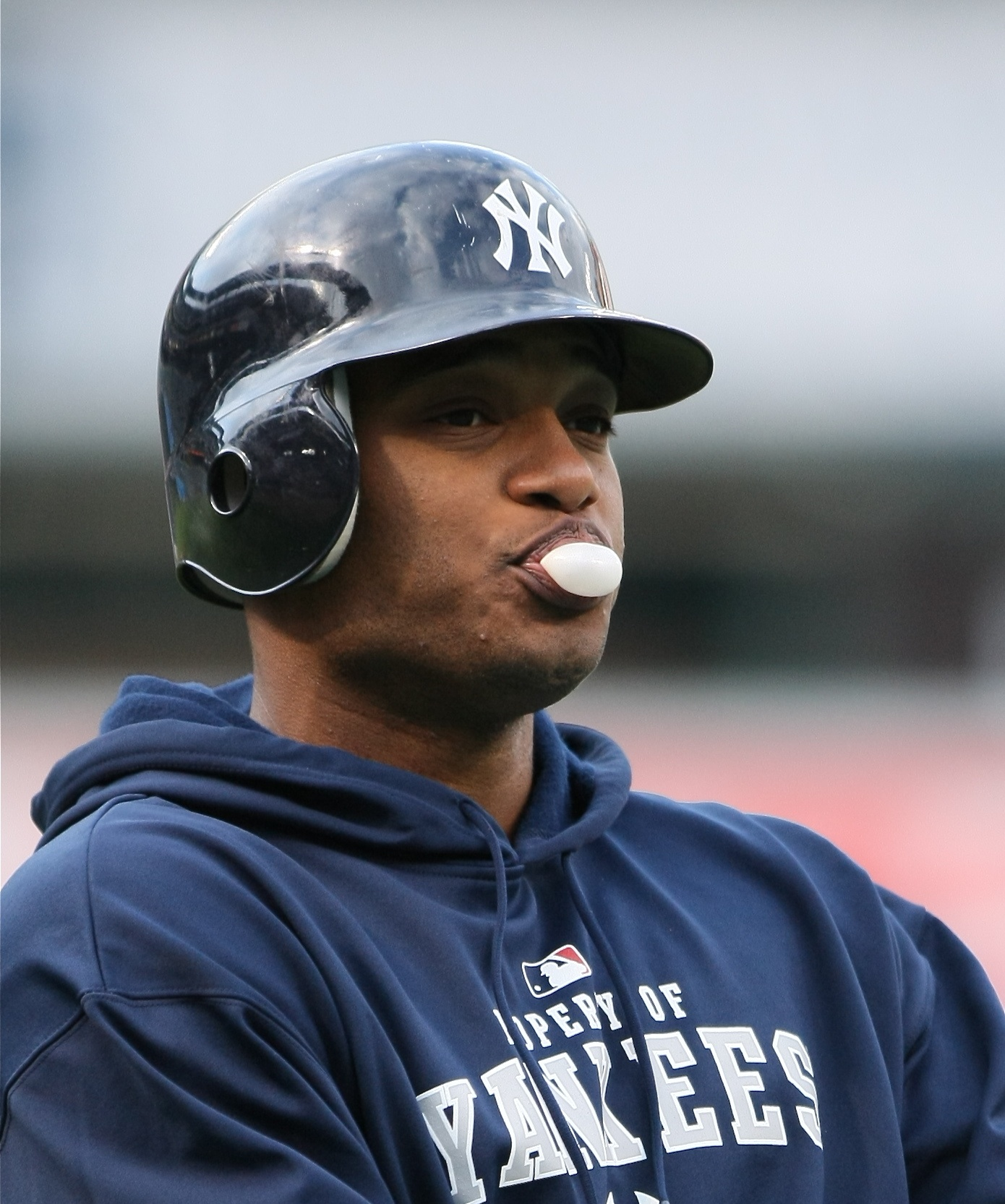
Robinson Canó remporte le concours de coups de circuit.

- Alex Rodriguez, blessé, est remplacé dans la formation partante par Adrián Beltré[19].
- Derek Jeter, blessé, est remplacé dans la formation partante par Asdrúbal Cabrera[19].

| Remplaçants     | Remplaçants      | Remplaçants           | Remplaçants |
| Position        | Joueur           | Équipe                | Sélections  |
| --------------- | ---------------- | --------------------- | ----------- |
| Receveur        | Russell Martin   | Yankees de New York   | 3           |
| Receveur        | Matt Wieters     | Orioles de Baltimore  | 1           |
| Premier but     | Miguel Cabrera   | Tigers de Detroit     | 6           |
| Premier but     | Paul Konerko     | White Sox de Chicago  | 5           |
| Deuxième but    | Howard Kendrick  | Angels de Los Angeles | 1           |
| Troisième but   | Adrián Beltré    | Rangers du Texas      | 2           |
| Troisième but   | Kevin Youkilis   | Red Sox de Boston     | 3           |
| Arrêt-court     | Asdrúbal Cabrera | Indians de Cleveland  | 1           |
| Arrêt-court     | Jhonny Peralta*  | Tigers de Detroit     | 1           |
| Champ extérieur | Michael Cuddyer  | Twins du Minnesota    | 1           |
| Champ extérieur | Jacoby Ellsbury  | Red Sox de Boston     | 1           |
| Champ extérieur | Matt Joyce       | Rays de Tampa Bay     | 1           |
| Champ extérieur | Carlos Quentin   | White Sox de Chicago  | 2           |
| Champ extérieur | Michael Young    | Rangers du Texas      | 7           |

- Jhonny Peralta remplace Derek Jeter, blessé[19].
- Kevin Youkilis remplace Alex Rodriguez, blessé[19].

| Lanceurs          | Lanceurs              | Lanceurs   | Lanceurs |
| Joueur            | Équipe                | Sélections |          |
| ----------------- | --------------------- | ---------- | -------- |
| Josh Beckett      | Red Sox de Boston     | 3          |          |
| Aaron Crow        | Royals de Kansas City | 1          |          |
| Gio Gonzalez      | Athletics d'Oakland   | 1          |          |
| Félix Hernández*  | Mariners de Seattle   | 2          |          |
| Brandon League    | Mariners de Seattle   | 1          |          |
| Jon Lester*       | Red Sox de Boston     | 2          |          |
| Alexi Ogando*     | Rangers du Texas      | 1          |          |
| Chris Perez       | Indians de Cleveland  | 1          |          |
| Michael Pineda*   | Mariners de Seattle   | 1          |          |
| David Price*      | Rays de Tampa Bay     | 2          |          |
| Mariano Rivera*   | Yankees de New York   | 12         |          |
| David Robertson*  | Yankees de New York   | 1          |          |
| Ricky Romero*     | Blue Jays de Toronto  | 1          |          |
| CC Sabathia*      | Yankees de New York   | 5          |          |
| James Shields*    | Rays de Tampa Bay     | 1          |          |
| José Valverde     | Tigers de Detroit     | 3          |          |
| Justin Verlander* | Tigers de Detroit     | 4          |          |
| Jordan Walden*    | Angels de Los Angeles | 1          |          |
| Jered Weaver      | Angels de Los Angeles | 2          |          |
| C. J. Wilson      | Rangers du Texas      | 1          |          |

- Jon Lester remplace Félix Hernandez, non disponible pour lancer[20].
- Alexi Ogando remplace CC Sabathia, non disponible pour lancer[21].
- Michael Pineda remplace Justin Verlander, non disponible pour lancer[22].
- David Robertson remplace David Price, blessé[23].
- Jordan Walden remplace Mariano Rivera, blessé[24].
- Ricky Romero remplace Jon Lester, blessé[20].
- CC Sabathia remplace James Shields, non disponible pour lancer[25].

## Remplacements
Les effectifs des équipes de la Nationale et de l'Américaine diffèrent sensiblement, le jour du match, de ceux annoncés par les managers Bochy et Washington la semaine précédente. Ceci s'explique par deux raisons. Un nouveau joueur est nommé sur l'équipe d'étoiles dès qu'un joueur blessé, élu par le vote populaire ou nommé par le manager, doit déclarer forfait pour le match. Ensuite, certains lanceurs partants invités au match d'étoiles ne sont pas disponibles pour lancer car ils ont été envoyés au monticule par leur équipe lors du dernier match avant la pause de mi-saison. Dans ces cas, un lanceur supplémentaire reçoit une invitation pour la partie d'étoiles.
En 2011, ces situations créent une certaine confusion quant à la composition des deux formations d'étoiles, et cette confusion ne manque pas d'être relevée dans les médias,, surtout lorsque le jour du match les équipes d'étoiles sont composées à 23,5 % de joueurs de remplacement non sélectionnés initialement. Par exemple, James Shields, choisi sur l'équipe de la Ligue américaine par Ron Washington, lance pour les Rays de Tampa Bay le 10 juillet. Il n'est donc pas disponible pour lancer au match d'étoiles le 12 juillet avec à peine un jour de repos. On le remplace par CC Sabathia sur l'équipe de l'Américaine, mais Sabathia a lui aussi lancé le 10 juillet (contre les Rays et James Shields de surcroît). Le même jour, Alexi Ogando des Rangers du Texas est nommé comme remplaçant de Sabathia. Un remplaçant remplace donc un remplaçant (Sabathia) qui est tout de même considéré comme joueur étoile de l'année 2011 et touche un boni accordé aux joueurs qui méritent une telle sélection.
Un total de 68 sélections avait originellement été annoncé. Avec tous les remplacements, ce nombre atteint un record de 83 sélections pour la seule partie d'étoiles 2011.

## Vote populaire

### Alignements partants

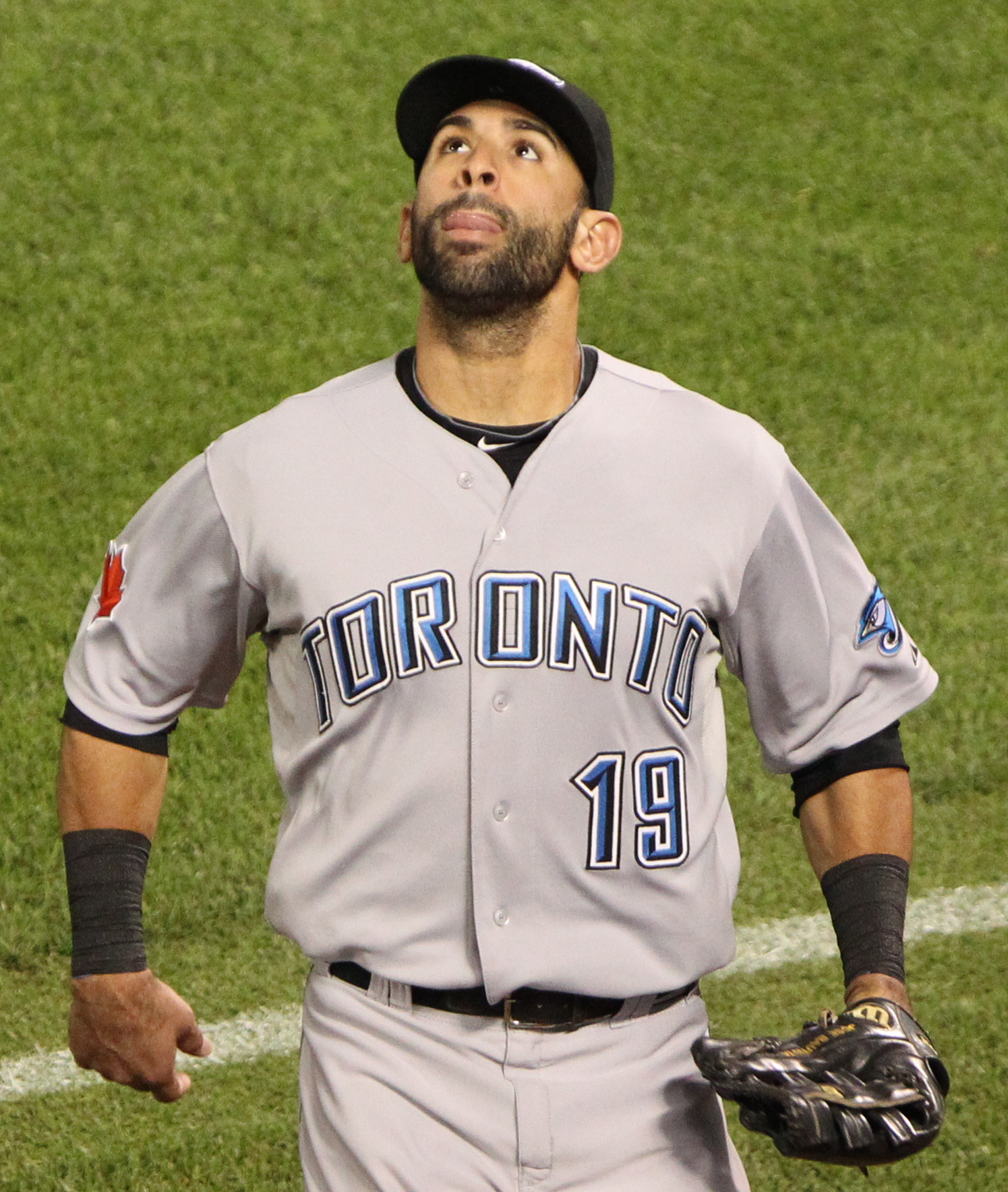
José Bautista est plébiscité pour le match des étoiles par plus de 7 millions de personnes, un nouveau record.

Respectant la tradition déjà établie, les joueurs des formations partantes des équipes d'étoiles de la Ligue américaine et de la Ligue nationale sont déterminés par un vote populaire, tenu en première moitié de saison auprès des fans de baseball, qui sont appelés à voter dans les différents stades des Ligues majeures ainsi que par internet.
Le voltigeur des Blue Jays de Toronto, José Bautista est non seulement le joueur ayant reçu le plus de votes en vue du match d'étoiles 2011 mais il établit aussi un nouveau record avec 7 454 753 votes enregistrés en sa faveur. Il s'agit du plus haut total depuis les 6 069 688 voix reçues par Ken Griffey, Jr. avant le match d'étoiles 1994.
Au fil des ans, l'avènement du vote par internet a augmenté le nombre de bulletins de vote enregistrés : du millésime 2011, Robinson Cano, David Ortiz et Curtis Granderson ont tous, sans même mener le scrutin populaire, terminé derrière Bautista et reçu plus de votes que Griffey en 1994. Avec plus de 9 millions de votes enregistrés, le match des étoiles 2011 surpasse le précédent record de 2009.
Le voltigeur Ryan Braun, des Brewers de Milwaukee, obtient quant à lui un nouveau record pour un joueur de la Ligue nationale avec 5 928 004 voix.
Treize des dix-sept joueurs élus comme partants au match 2011 n'avaient pas reçu cet honneur en 2010. Les seules exceptions sont Braun, Cano, Derek Jeter et Josh Hamilton. Les meneurs des deux ligues au scrutin populaire 2010, Albert Pujols et Joe Mauer, ne sont pas élu par le public en 2011.
Comme pour les années précédentes, les lanceurs ne sont pas choisis par le public mais plutôt sélectionnés par les deux managers. Ces derniers sont par défaut les gérants des équipes championnes en titre des deux ligues et choisissent deux adjoints parmi leurs pairs.

### Vote final: deux joueurs supplémentaires
Une innovation des dernières années permet aux fans d'élire deux joueurs de plus sur les équipes d'étoiles dans la semaine qui précède la tenue du match, en choisissant entre cinq candidats non retenus en Ligue nationale et cinq autres en Ligue américaine.
Les finalistes pour ces dernières places dans les effectifs de 2011 sont :
- En Ligue nationale : Andre Ethier (voltigeur, Dodgers), Todd Helton (premier but, Rockies), Ian Kennedy (lanceur, Diamondbacks), Michael Morse (voltigeur, Nationals) et Shane Victorino (voltigeur, Phillies).
- En Ligue américaine : Alex Gordon (voltigeur, Royals), Adam Jones (voltigeur, Orioles), Paul Konerko (premier but, White Sox), Víctor Martínez (frappeur désigné, Tigers) et Ben Zobrist (deuxième but, Rays).

Le vote se termine le 7 juillet et Shane Victorino, qui avait déjà reçu une sélection au match d'étoiles de la même façon en 2009, et Paul Konerko sont les gagnants. Cependant, Victorino se retrouve le 8 juillet sur la liste des joueurs blessés et on désigne Andre Ethier comme représentant supplémentaire de la Ligue nationale.

## Concours de coups de circuit
Le concours de coups de circuit (Home Run Derby) est présenté le 11 juillet au Chase Field dans le cadre des activités entourant ce match d'étoiles. Il est présenté pour la 26e fois.
| Participant     | Équipe    | Ronde 1 | Ronde 2 | Sous-total | Ronde finale | Total |
| --------------- | --------- | ------- | ------- | ---------- | ------------ | ----- |
| Robinson Canó   | Yankees   | 8       | 12      | 20         | 12           | 32    |
| Adrian Gonzalez | Red Sox   | 9       | 11      | 20         | 11           | 31    |
| Prince Fielder  | Brewers   | 5 (5)   | 4       | 9          | –            | -     |
| David Ortiz     | Red Sox   | 5 (4)   | 4       | 9          | -            | -     |
| Matt Holliday   | Cardinals | 5 (2)   | –       | -          | –            | -     |
| José Bautista   | Blue Jays | 4       | -       | -          | -            | -     |
| Rickie Weeks    | Brewers   | 3       | –       | -          | –            | -     |
| Matt Kemp       | Dodgers   | 2       | –       | -          | –            | -     |

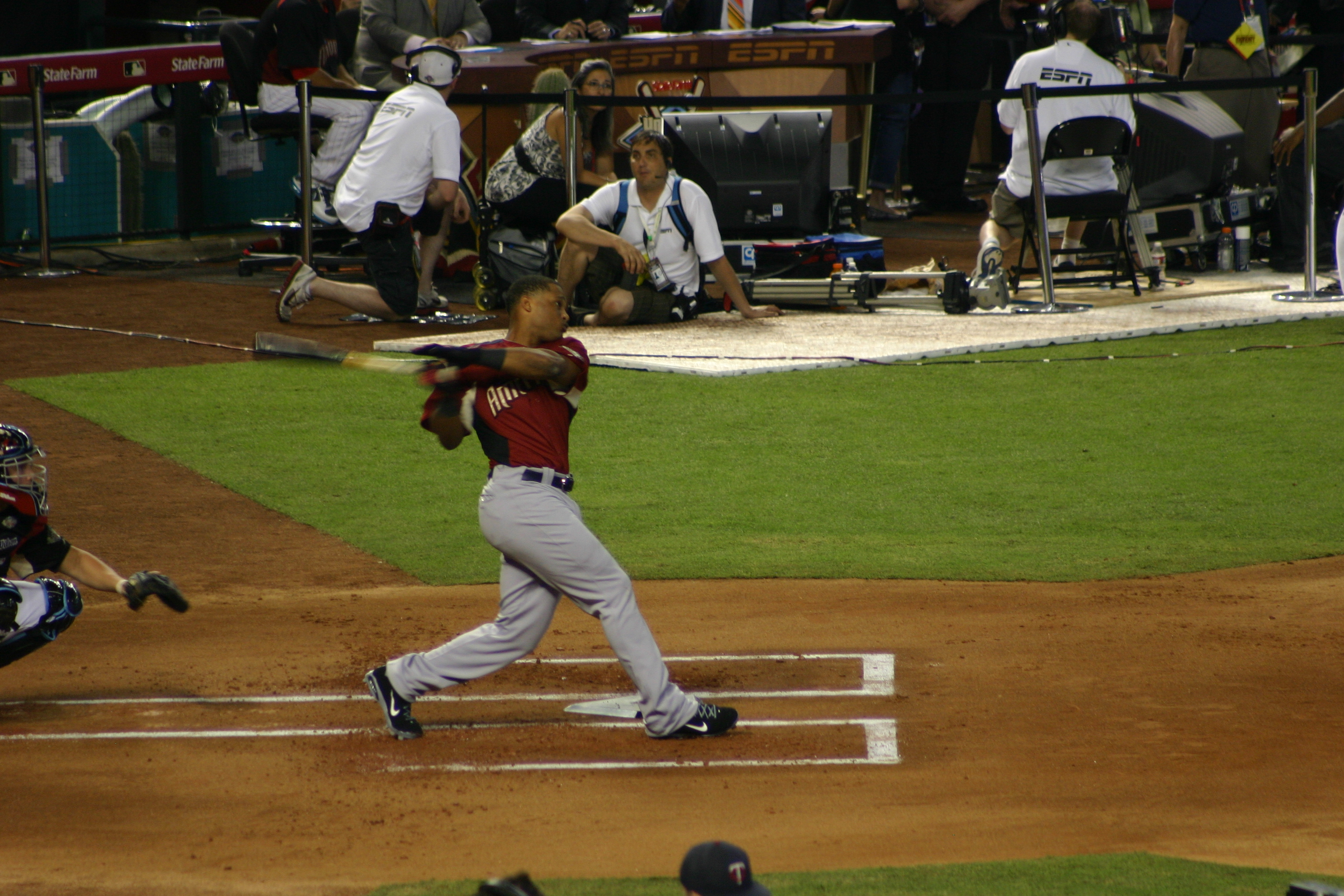
Robinson Canó gagne le concours de coups de circuit.

Les nombres entre parenthèses indiquent les coups de circuit en bris d'égalité.
Le concours est remporté par Robinson Cano, qui le gagne pour la première fois. Cet événement permet d'amasser plusieurs milliers de dollars pour diverses œuvres de charité.

## Déroulement du match
| Ligue américaine | 0 | 0 | 0 | 1 | 0 | 0 | 0 | 0 | 0 | 1 | 6 | 0 |
| Ligue nationale | 0 | 0 | 0 | 3 | 1 | 0 | 1 | 0 | X | 5 | 9 | 2 |
| Lanceurs partants : AL : Jered Weaver NL : Roy Halladay Vic. : Tyler Clippard Déf. : C. J. Wilson Sauv. : Brian Wilson HRs : AL : Adrian Gonzalez NL : Prince Fielder |   |   |   |   |   |   |   |   |   |   |   |   |

Une foule de 47 994 spectateurs assiste à la rencontre au Chase Field. La Ligue américaine est la première à s'inscrire à la marque en début de quatrième manche. Cliff Lee, qui remplace au monticule le lanceur partant Roy Halladay, accorde pour la première fois un point dans un match d'étoiles alors qu'il est victime d'un coup de circuit en solo d'Adrian Gonzalez. Lee éprouve des difficultés à terminer la manche et l'Américaine menace encore. On le remplace par Tyler Clippard, qui accorde un simple à Adrián Beltré. Sur le jeu, José Bautista tente de marquer du deuxième but mais un relais rapide et précis du voltigeur de gauche Hunter Pence au receveur Brian McCann réussit à retirer Bautista au marbre.
Dès leur tour au bâton en fin de quatrième, les étoiles de la Ligue nationale répliquent contre C. J. Wilson : Carlos Beltrán et Matt Kemp frappent des coups sûrs et viennent marquer sur un circuit de trois points de Prince Fielder qui place la Nationale en avant 3-1.
En cinquième manche, face au lanceur recrue Jordan Walden, la Nationale ajoute un point sur un coup sûr d'Andre Ethier. Ce dernier est pris en souricière entre le premier et le deuxième but grâce à une réaction rapide du voltigeur de droite José Bautista, mais Rickie Weeks, qui avait quelques minutes plus tôt volé le deuxième but, a le temps de venir marquer avant le troisième retrait de la manche et augmente à 4-1 l'avance de son club. La Ligue nationale rajoute un cinquième point à la septième manche sur un double de Pablo Sandoval qui fait marquer Hunter Pence.
En neuvième manche, le stoppeur des Pirates de Pittsburgh, Joel Hanrahan, est envoyé au monticule pour terminer le match. La Ligue américaine place cependant deux coureurs sur les buts, profitant entre autres des erreurs de deux joueurs participant à leur premier match d'étoiles : Starlin Castro et Jay Bruce. Avec deux joueurs de l'Américaine en position de marquer et un seul retrait, le manager de la Nationale, Bruce Bochy des Giants de San Francisco, envoie l'un de ses joueurs, le releveur Brian Wilson, au monticule pour tenter de mettre fin à la partie. En situation de sauvetage avec le point égalisateur au cercle d'attente, Wilson force les retraits des deux adversaires suivants, protégeant la victoire de 5-1 de la Ligue nationale.
Prince Fielder est nommé joueur par excellence de cette partie d'étoiles. C'est la première fois qu'un représentant des Brewers de Milwaukee reçoit un tel honneur. Même s'il n'affronte qu'un seul frappeur, qui réussit de surcroît un coup sûr, Tyler Clippard est le lanceur de décision pour la Nationale et reçoit la victoire. Les étoiles de la Nationale, qui avaient mis fin en 2010 à une série de 13 parties d'étoiles consécutives sans victoire, remportent la classique annuelle de mi-saison deux fois de suite, une première depuis 1995 -1996.